# فلمو
فيلمو هو موقع ويب من نوع قاعدة بيانات أفلام ‏ ومجمع المراجعات ‏ وخدمة شبكة اجتماعية أنشئ في 1 أبريل 2009، وهو متوفر باللغة البرتغالية.

## وصلات خارجية
- الموقع الرسمي

لا توجد روابط لمواقع التواصل الاجتماعي.